# Wasps RFC
Der Wasps RFC (ursprünglich Wasps FC, von 1999 bis 2014 London Wasps) war ein Rugby-Union-Verein, der in der Gallagher Premiership spielte, der obersten englischen Liga. Die Heimspiele wurden ab 2014 in der Coventry Building Society Arena in Coventry ausgetragen. Vorher spielte man im Gründungsort London und ab 2002 in High Wycombe im Adams Park, das vom Fußballverein Wycombe Wanderers gemietet wurde. Die Amateurmannschaften traten nach wie vor unter der ursprünglichen Bezeichnung an und spielen im nordwestlichen Londoner Stadtteil Acton. Die Wasps gehörten mit sechs Meistertiteln, einem englischen Pokal sowie drei europäischen Pokalen zu den erfolgreichsten Mannschaften des Landes.

## Geschichte
Der ursprüngliche Wasps Football Club wurde 1867 im Norden Londons gegründet. Der Name entspringt der damaligen Mode, Sportmannschaften nach Insekten, Vögeln und Säugetieren zu benennen. Die „Wespen“ wurden zur Gründungsversammlung der Rugby Football Union eingeladen, die am 26. Januar 1871 stattfand. Aufgrund eines Missverständnisses erschien der Vertreter der Wasps am falschen Ort zur falschen Zeit am falschen Tag. Eine andere Version der Geschichte erzählt, dass er in einem Pub gleichen Namens eintraf und nach einigen Drinks zu betrunken war, um sich zur richtigen Adresse zu begeben, nachdem er seinen Fehler bemerkt hatte. Auf alle Fälle waren die Wasps nicht an der ersten Versammlung anwesend und konnten sich deshalb nicht als Gründungsmitglieder bezeichnen.
In den ersten Jahren waren die Wasps an der Finchley Road im Nordwesten Londons beheimatet und wechselten in der Folge mehrmals ihren Stammspielplatz. 1923 zogen sie nach Sudbury in Middlesex und kauften später das Gelände. In der Saison 1930/31 blieben die Wasps in allen Spielen ungeschlagen. Viele Spieler der Wasps waren auch Mitglieder der englischen Nationalmannschaft. 1967 feierte der Verein sein 100-jähriges Bestehen; auf dem Gelände der Rugby School, wo William Webb Ellis angeblich das Spiel erfunden haben soll, fanden zwei Spiele gegen die Barbarians und die Harlequins statt.
Während der 1980er Jahre waren so viele Wasps-Spieler in der Nationalmannschaft vertreten wie nie zuvor. 1986 nahmen die Wasps erstmals am englischen Pokalfinale statt, wurden aber von Bath Rugby geschlagen. Auch 1987 trafen sie im Pokalfinale auf Bath und verloren erneut. Eine weitere Finalniederlage, erneut gegen Bath, folgte 1995. In der Saison 1989/90 wurden die Wasps zum ersten Mal englischer Meister. Im Jahr 1996, nach Einführung der Profiliga, wurde die erste Mannschaft unter dem Namen Wasps RFC ausgelagert und gelangte in den Besitz der Gesellschaft Loftus Road Holdings PLC, zu der auch der Fußballverein Queens Park Rangers gehört. Am Ende jener Saison wurden die Wasps zum zweiten Mal Meister. 1998 verloren sie erneut das Pokalfinale, diesmal gegen die Saracens.

Das bis 1999 verwendete Vereinslogo

1999 wurden die Wasps erstmals englischer Pokalsieger, nachdem sie im Finale die Newcastle Falcons schlugen. Diesen Erfolg wiederholten sie 2000 mit einem Sieg gegen die Northampton Saints. Die Profimannschaft erhielt im Sommer 1999 die neue Bezeichnung London Wasps, um sie besser von den Amateuren des ursprünglichen Wasps FC unterscheiden zu können. Auch ein neues Logo wurde eingeführt. Ab 2002 trugen die Wasps ihre Heimspiele außerhalb Londons in High Wycombe aus.
Im Jahr 2003 erreichten die Wasps das Finale des europäischen Pokalwettbewerbs Parker Pen Challenge Cup (heute EPCR Challenge Cup genannt). Erneut trafen sie auf ihre Erzrivalen aus Bath, blieben aber am Ende siegreich. Von 2003 bis 2005 wurden die Wasps dreimal hintereinander englischer Meister. Dazu kam 2004 der Gewinn des Heineken Cup; das Finale im Londoner Twickenham Stadium gegen die französische Mannschaft Stade Toulousain endete 27:20.
Im Dezember 2004 wurden die Wasps von der Teilnahme am englischen Pokal ausgeschlossen, da sie einen nicht teilnahmeberechtigten Spieler eingesetzt hatten. 2006 hingegen gewannen sie zum dritten Mal den englischen Pokal. 2007 gewannen sie das Finale des Heineken Cup – erneut im Twickenham Stadium ausgetragen – mit 25:9 gegen die Leicester Tigers. Nachdem sie die reguläre Saison auf dem zweiten Platz beendet hatten, gewannen die Wasps 2008 den insgesamt sechsten Meistertitel.
Im Sommer 2014 wurde der Vereinsname nach 15 Jahren erneut geändert, seither firmiert der Verein unter dem Namen Wasps RFC und trägt seine Heimspiele in der Ricoh Arena von Coventry aus, welche man zuvor käuflich erworben hatte. Als Mieter fungiert der Fußballverein Coventry City.
2017 und 2020 folgten weitere Finalteilnahmen in der englischen Meisterschaft, wobei man jeweils den Exeter Chiefs unterlag.
Im Oktober 2022 gab die Wasps Holdings Limited bekannt, dass das Unternehmen seine Geschäftstätigkeit eingestellt hat und am 17. Oktober in der Insolvenz unter Verwaltung von Andrew Martin Sheridan und Rajnesh Mittal (FRP Advisory) gestellt wurde, nachdem die Rugby Football Union (RFU) den Club in der vorherigen Woche von allen Wettbewerben ausgeschlossen hatte. Der Wasps RFC konnte keine Nachweise über den Versicherungsschutz, die Verfügbarkeit von Mitteln zur Begleichung ihrer monatlichen Gehaltsabrechnung und einen glaubwürdigen Plan zur Weiterentwicklung des Clubs vorgelegen. Alle 167 Mitarbeiter wurden entlassen. Der Club schuldete den Anleihegläubigern, im Rahmen der Vereinbarung mit der sein Umzug nach Coventry 2014 finanziert wurde, £35 Mio. zuzüglich Zinsen sowie £2 Mio. an die HM Revenue and Customs (HMRC).

## Erfolge

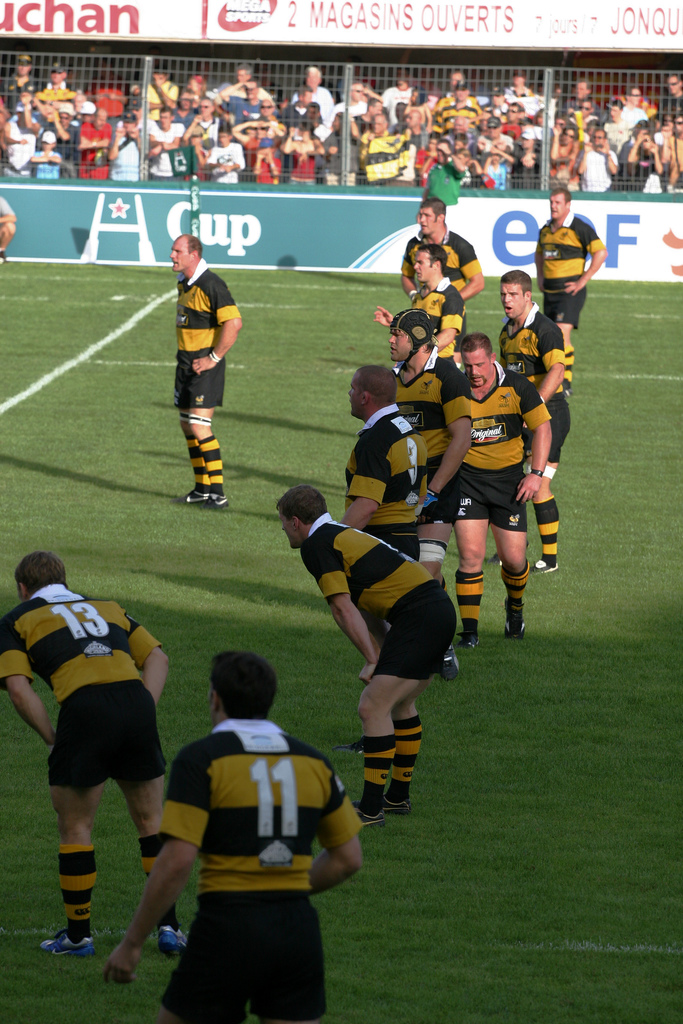
Die Wasps in einem Spiel gegen Perpignan (2006; hier noch mit den alten gelb-schwarzen Trikots)

- Meister Premiership: 1990 *, 1997 **, 2003, 2004, 2005, 2008
- Sieger Tetley’s Bitter Cup / Powergen Cup: 1999 **, 2000, 2006
- Sieger Heineken Cup: 2004, 2007
- Sieger Parker Pen Challenge Cup: 2003
- Finalist John Player Cup / Pilkington Cup / Tetley’s Bitter Cup: 1986 *, 1987 *, 1995 *, 1998 **

* als Wasps FC

** als Wasps RFC

## Spieler

### Aktueller Kader
Der Kader für die Saison 2019/20:

### Bekannte ehemalige Spieler
| - Rob Andrew - Serge Betsen (Frankreich) - Michele Campagnaro (Italien) - Danny Cipriani - Lawrence Dallaglio - Elliot Daly - Craig Dowd (Neuseeland) - Paul Emerick (USA) - Ross Filipo (Neuseeland) - Riki Flutey - Andy Gomarsall - Phil Greening | - Mike Griffiths (Wales) - John Gwilliam (Wales) - Rob Howley (Wales) - Nathan Hughes - Raphaël Ibañez (Frankreich) - Ian Jones (Neuseeland) - Alex King - Daniel Lemi (Samoa) - Daniel Leo (Samoa) - Trevor Leota (Samoa) - Willie le Roux (Südafrika) - Josh Lewsey | - Kenny Logan (Schottland) - Tim Payne - Andy Powell (Wales) - Jeff Probyn - Eoin Reddan (Irland) - Gareth Rees (Kanada) - Paul Sackey - Simon Shaw - Steve Thompson - Phil Vickery - Joe Worsley |